# Lý luận Đặng Tiểu Bình
Lý luận Đặng Tiểu Bình (giản thể: 邓小平理论; phồn thể: 鄧小平理論; bính âm: Dèngxiǎopíng lǐlùn; Việt bính: dang6 siu2 ping4 lei5 leon6) là một loạt các lý luận về kinh tế và chính trị do nhà lãnh đạo Cộng hòa Nhân dân Trung Hoa Đặng Tiểu Bình phát triển. Kể từ thập niên 1980, lý luận này đã trở thành một bài học bắt buộc ở bậc đại học ở Trung Quốc. Tư tưởng Mao truyền thống đã đặt trọng tâm vào việc xây dựng chủ nghĩa xã hội và đấu tranh giai cấp, còn Lý luận của Đặng Tiểu Bình lại nhấn mạnh vào việc xây dựng và ổn định kinh tế. Triết lý xã hội của Đặng Tiểu Bình bao gồm xã hội chủ nghĩa mang màu sắc Trung Quốc.
Sự tăng trưởng kinh tế thần kỳ của Trung Quốc trong thời gian qua phần lớn là nhờ sự thành công của Lý luận Đặng Tiểu Bình.
Lần đầu tiên Đặng Tiểu Bình đã đề xướng Lý luận của mình sau cuộc Cách mạng văn hóa (1966-1976, do Mao Trạch Đông đề xướng và lãnh đạo). Nội dung chính của Lý luận Đặng Tiểu Bình gồm "Bốn nguyên tắc":

- Chủ nghĩa Marx và Lenin
- Sự trung thành với đảng
- Phục tùng lãnh đạo
- Tư tưởng Mao Trạch Đông (giản thể: 毛泽东思想; phồn thể: 毛澤東思想; bính âm: Máozédōng sīxiǎng)

Năm 1992, 14 năm sau khi Đặng Tiểu Bình lên nắm quyền lãnh đạo đất nước, ông đã thực hiện cuộc "Nam tuần" xuống miền Nam sông Dương tử. Lúc ở đó, ông đã thốt to lên từ nổi tiếng: "khai phóng" (mở cửa, giản thể: 开放; phồn thể: 開放) Sau đó Trung Quốc bắt đầu mở mang kinh tế xã hội và trải qua một thời kỳ tăng trưởng kinh tế của mình một cách ngoạn mục và trở thành quốc gia đăng cai thế vận hội 2008 ở Bắc Kinh và World Expo ở Thượng Hải năm 2010.